# نشان پاس
نشان و مدال پاس (Order of Paas) یکی از نشان‌های افتخار در ایران است.
این نشان همچون نشان کوشش، نشان سه ستاره خدمت و نشان سنین خدمت شهربانی به افسران، درجه داران و کارمندان شهربانی کل کشور در دوران زمامداری رضاشاه و محمدرضا پهلوی اعطاء می‌گردید.

## طراحی و ساخت
این نشان در یک نوع و سه درجه ساخته و اعطاء می‌شد.
این نشان دایره ای شکل شش پر بسته به نوع درجه در سه رنگ طلایی، نقره ای و برنزی اعطاء می‌شد؛ در دایره وسط نقش تاج پهلوی با زمینه میناکاری قرمز رنگ؛ اطراف آن شش پر میناکاری شده فیروزه ای رنگ که بر روی آنها از بالا به پایین: مشعل روشن؛ از چپ به راست: شمشیر؛ از راست به چپ: خوشه گندم که به صورت متقاطع از پشت دایره وسطی گذشته‌اند؛ در فضای بین پره‌ها: در پشت شش پر نیز یک ترازو به نشانه عدالت قرار گرفته‌است؛ در فضای بین پره‌ها: شعاع‌های نوری قرار دارند گه رنگ تمام این المان‌ها بسته به نوع درجه تغییر می‌کند.
پشت نشان: در دایره وسط: «نشان پاس درجه …» که بسته به نوع درجه ۱، ۲ و ۳ است، در خط بعدی «۱۳۲۵ شمسی» و «شهربانی کل کشور».
روی روبان برای درجه ۱، یک برگ طلایی، درجه ۲، یک برگ نقره ای و درجه ۳ نیز خالی می‌باشد.